# ヴィーツェン
ヴィーツェン (ドイツ語: Wietzen) は、ドイツ連邦共和国ニーダーザクセン州のニーンブルク/ヴェーザー郡に属す町村（以下、本項では便宜上「町」と記述する）である。

## 地理

### 位置
ヴィーツェンはヴェーザー川の湿地と砂地の土地に位置している。この町は、ザムトゲマインデ・ヴェーザー＝アウエに属している。郡庁所在地のニーンブルク/ヴェーザーとは約13kmの距離にある。

### 町村合併
ニーダーザクセン州の地域・行政改革の時代、1970年4月1日にヴィーツェンはザムトゲマインデ・マルクローエの一員となった。1973年8月20日にそれまで独立した自治体であったホルテが合併した。2021年11月1日にザムトゲマインデ・マルクローエはザムトゲマインデ・リーベナウと統合され、ザムトゲマインデ・ヴェーザー＝アウエが成立し、ヴィーツェンもこの新しいザムトゲマインデに編入された。

## 歴史
11世紀末に、現在のヴィーツェンの町域内にシュトゥンペンフーゼン城が建設された。当時の城は現存しない。城山は完全に切り崩された。現存する聖ガンゴルフ教会もほぼ同じ時期の建築である。

## 行政

### 議会
ヴィーツェンの町議会は12議席からなり、これに町長が兼任で加わる。

### 首長
2011年からハンス＝ユルゲン・バイン (CDU) が名誉職の町長を務めている。

## 文化と見所

### 博物館
- ヴィーツェン郷土室。家具職人、画家、車大工、鍛冶屋の仕事場が再現されている。パン焼き窯もある。

## 経済と社会資本

### 交通
この町はブレーメンからハノーファーに通じる連邦道B6号線に面している。また、ニーンブルク/ヴェーザーからズーリンゲンに至るB214号線がすぐ近くを走っている。
最寄りの駅は、ニーンブルク/ヴェーザーにある幹線鉄道ブレーメン - ハノーファー線の駅である。
ヴィーツェンは、1997年に廃止された鉄道ニーンブルク - ズーリンゲン線沿いの町でもある。この路線の旅客営業は1969年9月27日に、貨物営業は1992年に停止された。ヴィーツェン駅は取り壊され、線路も既に撤去されている（2008年3月）。

### 経済
この町最大の雇用主は、ホルテ地区にあるヴィーゼンホーフの鶏肉加工下請け工場である。この他に流通業、建設業、小売業の業者がある。ニーンブルク貯蓄銀行とグラーフシャフト・ホーヤ国民銀行の支店もある。また農業も、関連の農機具や農産物販売を含めて、この町の重要な産業である。

## 引用
1. ↑  Landesamt für Statistik Niedersachsen, LSN-Online Regionaldatenbank, Tabelle A100001G: Fortschreibung des Bevölkerungsstandes, Stand 31. Dezember 2023
2. ↑  http://www.burgeninventar.de/html/nie/NIEN_big.html
3. ↑  http://www.stadtkontor.nienburg-online.de/de/cont/kultur/sehen/tour/tour.php3?ID=791